# 王紱

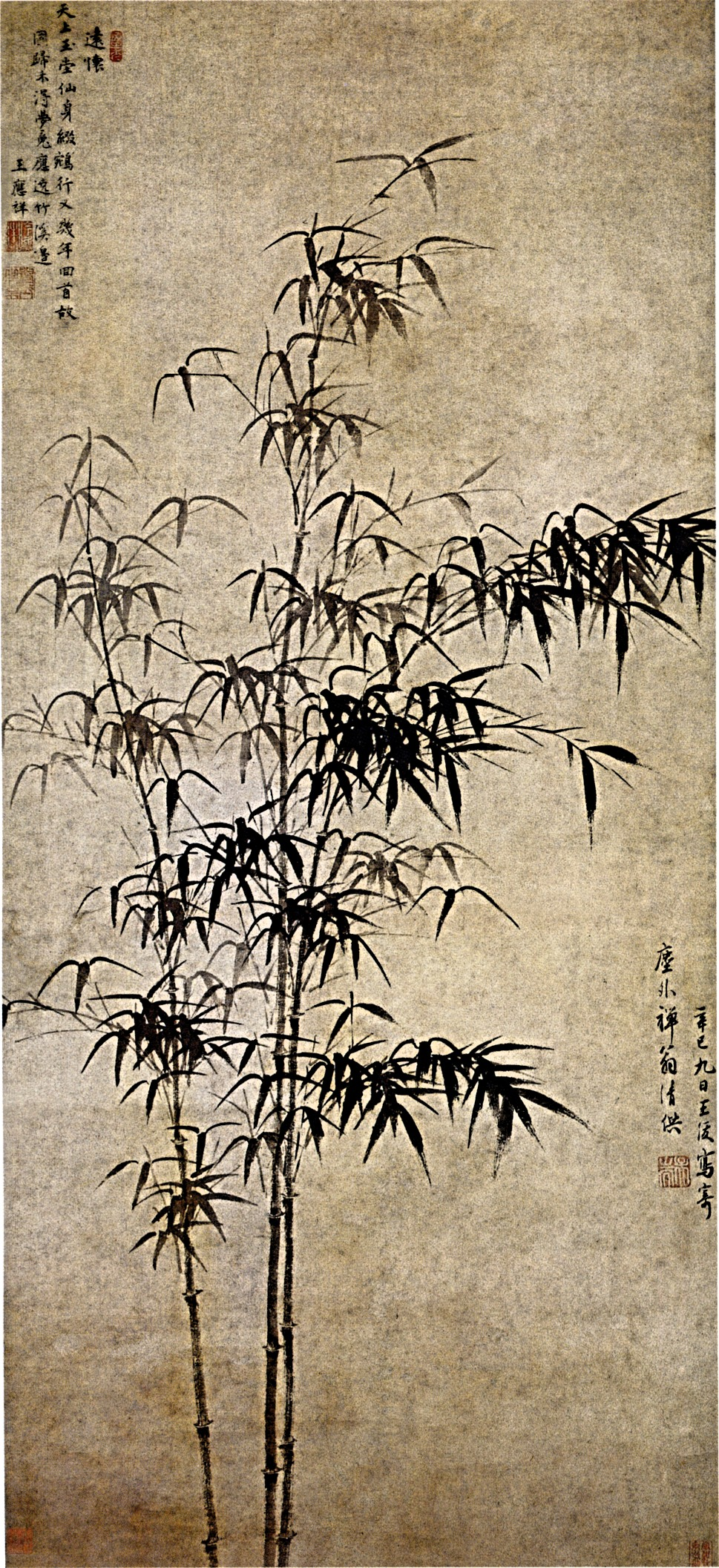
王紱, 墨竹図, 1401年

王 紱（おう ふつ、至正22年（1362年）- 永楽14年（1416年）） は、中国明代初期の文人。詩書画に巧みで人品が高く生涯を清貧に過した。
字を孟端、号を友石生・九龍山人・青城山人と称した。紱は芾・黻とも書いた。江蘇省無錫の人。
16歳で諸生となり、27歳で科挙に及第し進士となる。博学才知であったが、なんらかの事件に連座して山西に十数年も貶謫され、隠遁生活を送る。38歳にてようやく許されたが目の病気のためしばらく療養。病がいえると庵に大壁画を描いたという。永楽年間に能書能文であることで推挙されて文淵閣に出仕したが、すでに42歳であった。その後中書舎人にまで上り北京への遷都に従った。享年55。
詩文をよくし、書画に秀でた。山水画に造詣が深く元末四大家の倪瓚や王蒙 (画家)に師法。明代中期の文徴明らの呉派に大きな影響を与えている。また墨竹図は文同や呉鎮に私淑して「明代第一」と評されるほど精妙であった。墨竹の遺風は夏㫤に引き継がれ後世に伝えられた。画に「秋林隠居図」（東京国立博物館収蔵　重要文化財）などが伝わっている。また詩集に『王舎人詩集』がある。